# آقاکندی (اهر)
آقاکندی یکی از روستاهای استان آذربایجان شرقی است که در دهستان آذغان بخش مرکزی شهرستان اهر واقع شده‌است.این روستامتعلق به هزاره اول ق.م می‌باشد. از روستاهای همجوار آن می‌توان از رشت آباد قدیم و جنگل آباد و نهار نام برد.ساکنین این روستای با صفا مثل اکثر روستاهابه شهرهامهاجرت کرده و در حال حاضر این روستا تقریباً دارای 24خانوار می‌باشد..از محاسن این روستا از طبیعت سر سبز آن می‌توان نام برد، از آن جمله مناطق کلهلی و گول ، گوزه لر و تنگ می‌باشند که در فصل‌های بهار و تابستان تفرجگاه مناسب برای گردشگران منطقه می‌باشند.این روستا از نظر تاریخی خیلی اهمیت دارد در این روستا چن قبرستان قبل از میلاد وجود دارد که یکی از قبرستان‌های ملقب به «رزگان» که افراد بومی به این اسم میشناسند،این قبرستان به ثبت ملی رسیده است ولی چند سالی است مورد غارت قرار گرفته‌است و آثار باستانی وگنجینه‌های بسیاری یافت شده ولی توسط افراد سودجو فروخته شده‌است ویک قبرستان در قسمت شمالی این روستا وجود دارد که به قبرستان ارمنی‌ها معروف می‌باشد  که آن‌ها نیز توسط افراد سودجو مورد حفاری غیر مجاز گرفته‌است چن سنگ نوشته بزرگ قدیمی در ورودی روستا وجود داشت که به زبان‌های میخی وآشوری حک شده بود که دربارهٔ روستا وتاریخ آن حکایت داشت که آن نیز به غارت رفته‌است ولی یک سنگ نوشته کوچک با تلاش میراث فرهنگی هم‌اکنون در موزه شیخ شهاب الدین اهر نگهداری می‌شود براساس آثار وکتیبه‌های یافت شده قدمت این روستا به دوهزار سال قبل میلاد برمیگرد واقوام گوناگونی در این مکان زندگی می‌کردند که هرکدام در یک قسمت روستا و هرکدام قبرستان مخصوص خود را داشتند